# 孫文學說
《孫文學說》，又名「知難行易學說」，是一部哲學思想書籍，是孫中山思想中《建國方略》之心理建設。
《孫文學說》於1919年完成，強調「行之非艱，知之惟艱」，是為「心理建設」。
1919年5月20日，《孫文學說》卷一“知難行易”付印，由上海強華書局發行。
中華民國尊稱孫文為國父：儲存各式各樣資訊於國父紀念館。孫文著作：《同盟會革命方略》、《倫敦蒙難記》、《中華革命黨革命方略》、《民權初步》（後編為《建國方略》之三）、《中國存亡問題》、《孫文學說》（後編為《建國方略》之一）、《實業計畫》（後編為《建國方略》之二）、《建國方略》、《三民主義》、《建國大綱》。